# Эйслер, Шарлотта
Шарлотта Эйслер (нем. Charlotte Eisler; 2 января 1894, Тернополь — 21 августа 1970, Вена) — австрийская певица, пианистка и музыкальный педагог, была связана со Второй венской школой.

## Биография
Шарлотта Демант родилась 2 января 1894 года в Тернополе (Королевство Галиции и Владимирии, Австро-Венгрия). Её семья переехала в Черновцы, где она получила начальное образование. В начале Первой мировой войны Деманти переехали в Вену. Там Шарлотта изучала музыку. Ее преподавателями были Антон Веберн и Эдуард Штоерманн. Будучи студенткой, познакомилась с композиторами Арнольдом Шенбергом и Хансом Эйслером. В 1920 году вышла замуж за Эйслера, однако в 1934 году они разошлись, их единственным ребёнком был Георг Эйслер, будущий художник-экспрессионист.
Симпатизировала идеологии коммунизма, из-за чего в 1934 году вынуждена была уехать из Вены в Братиславу. В 1936-1938 годах проживала в Москве. Во время путешествия в Вену в 1938 году, в Праге она узнала о вторжении нацистской Германии и последующий аншлюс. В результате она поехала с ее сыном в Англию и оставалась там во время Второй мировой войны, наконец, вернулась в Вену в 1946 году.
С 1947 по 1952 год Шарлотта Эйслер преподавала пение в Венской консерватории. Умерла в Вене 21 августа 1970 года.